# البرتو کویلز
البرتو کویلز (انگلیسی: Alberto Quiles؛ زادهٔ ۲۷ آوریل ۱۹۹۵) بازیکن فوتبال اهل اسپانیا است.
از باشگاه‌هایی که در آن بازی کرده‌است می‌توان به باشگاه فوتبال رکریتیوو اوئلوا اشاره کرد.